# Brđani (Novi Pazar)
Brđani (Servisch cyrillisch Брђани) is een plaats in de Servische gemeente Novi Pazar. De plaats telt 195 inwoners (2002).